# Taijirō Amazawa
Taijirō Amazawa (jap. 天沢 退二郎, Amazawa Taijirō, * 21. Juli 1936 in Tokio; † 25. Januar 2023 in Chiba) war ein japanischer Dichter, Übersetzer und Literaturwissenschaftler.

## Leben
Amazawa studierte von 1956 an mit dem Filmkritiker und Romanisten Shigehiko Hasumi an der Universität Tokio. Von 1964 bis 66 setzte er sein Studium an der Universität von Paris fort. Amazawa unterrichtete mittelalterliche französische Literatur mit Schwerpunkt auf der  Gralsdichtung und dem Mythenkreis um König Artus. Er trat zudem als Übersetzer französischer Dichtungen u. a. von Chrétien de Troyes, Marie de France, Jean Renart, Rutebeuf, Adam de la Halle, Robert de Clari, Jean de Joinville, Philippe de Commynes, Charles Perrault, Julien Gracq und François Villon hervor. Er ist Mitbegründer der Zeitschrift Kyoku.
1957 wurde er mit einem Buch über die poetische Welt des Dichters Miyazawa Kenji bekannt, über den er 1968 eine vielbeachtete Studie verfasste. In den 1960er Jahren entstanden zwei Gedichtbände, ab den 1970er Jahren wandte er sich verstärkt dem Prosagedicht zu. 1985 wurde Amazawa für Jigoku nite («地獄》にて) mit dem  Takami-Jun-Preis ausgezeichnet, 2001 erhielt er den Yomiuri-Literaturpreis in der Kategorie Lyrik und den Verdienstorden am purpurnen Band für Yūmei gūrinka (幽明偶輪歌). 2009 wurde er Mitglied der Japanischen Akademie der Künste, ein Jahr später erhielt er den Orden des Heiligen Schatzes.